# Gilles Robert de Vaugondy
Gilles Robert de Vaugondy, dit Robert de Vaugondy, né en 1688 et mort en 1766, est un géographe et cartographe français.

## Biographie
Petit-fils de Nicolas Sanson, cartographe célèbre du XVIIe siècle, il est nommé à son tour géographe du roi.
Il est le père du géographe et cartographe Didier Robert de Vaugondy (1723-1786), avec lequel il compose un Atlas universel, paru en 1757.

## Iconographie

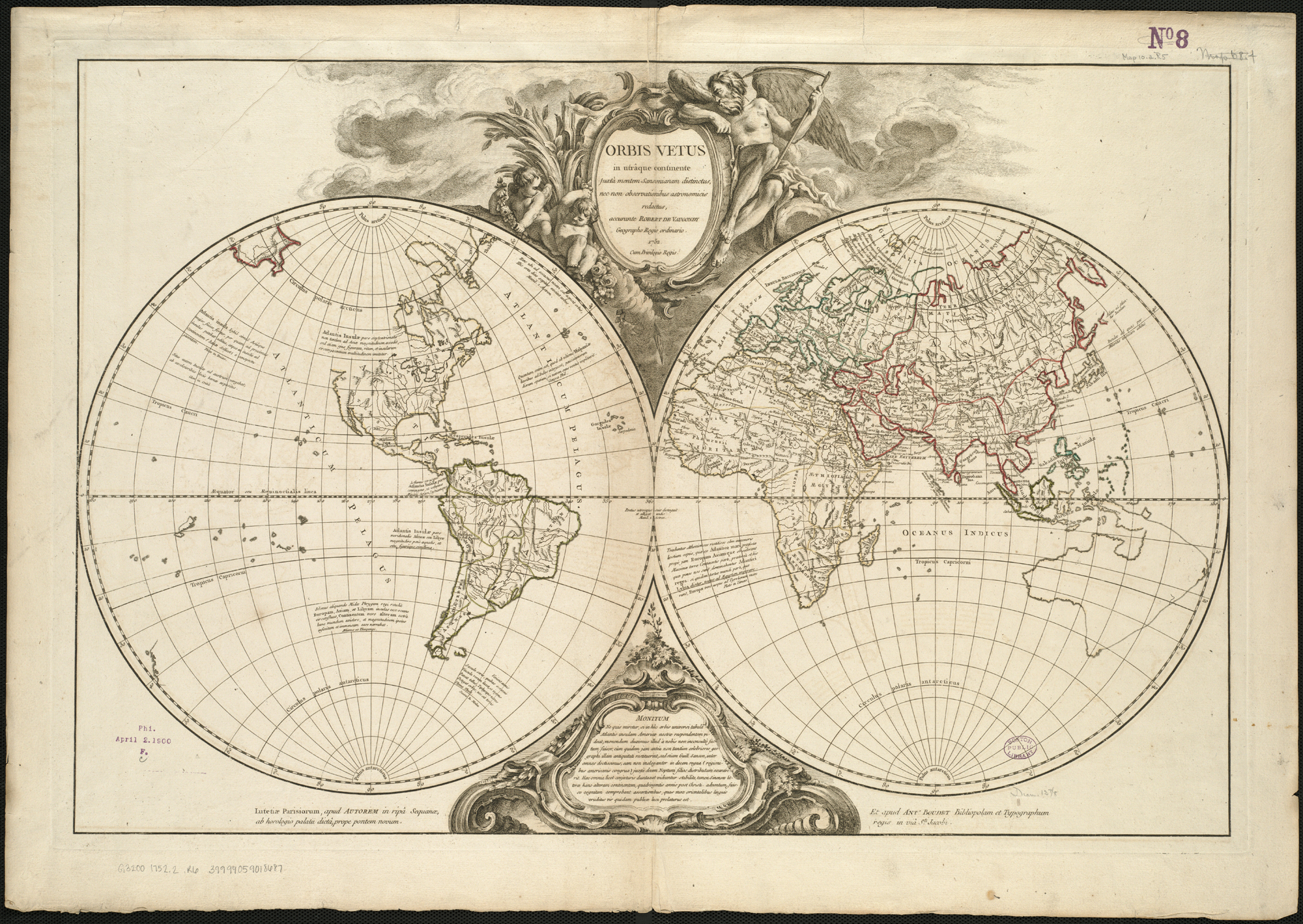
Mappemonde indiquant l'Atlantis Insula (Atlantide) et les îles Hespérides de la mythologie grecque.
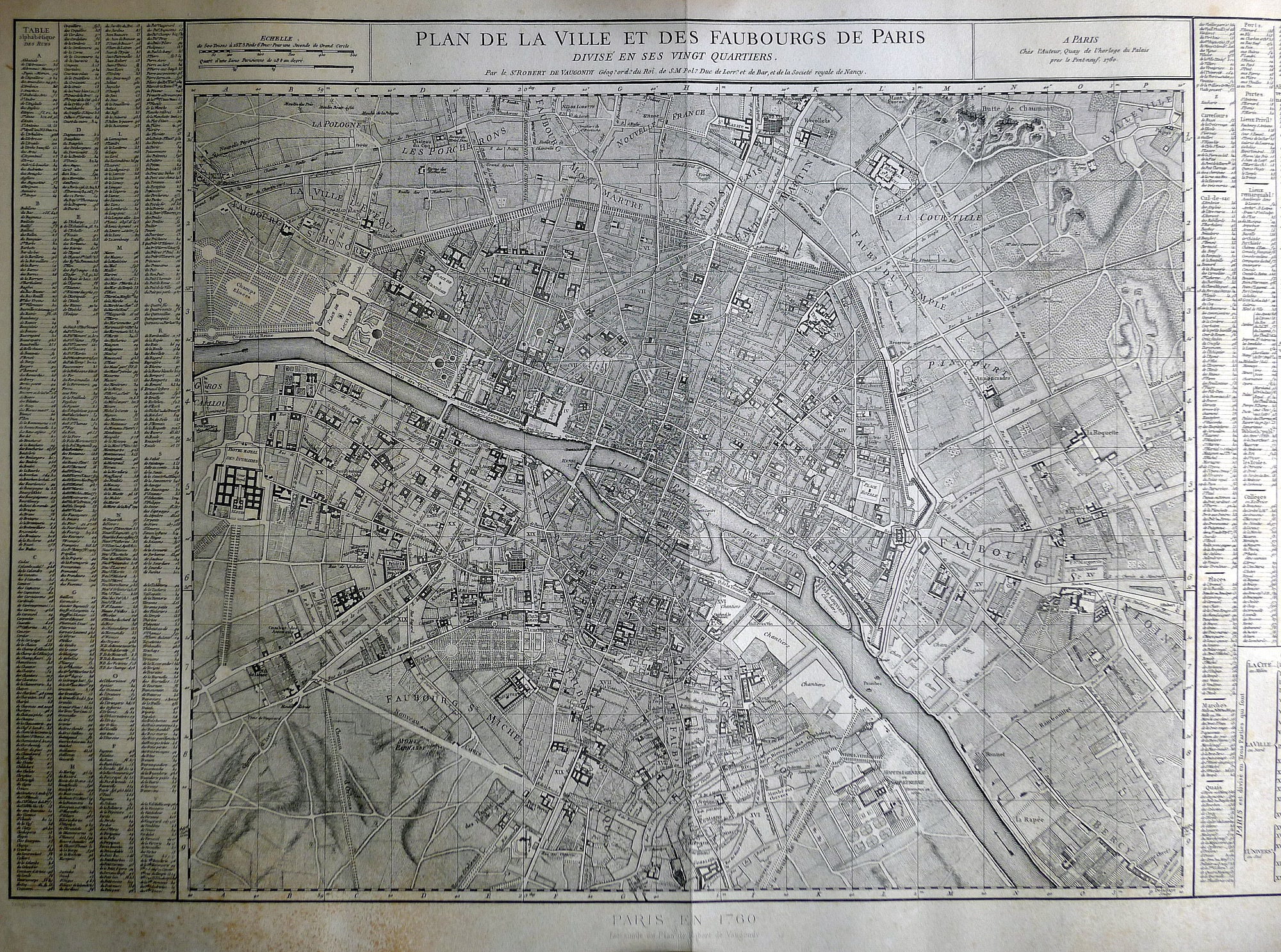
Paris en 1760 - Plan de la Ville et des faubourgs de Paris divisé en ses vingt quartiers.